# غابة أرز غورو
أرز ڭورو أو أرز غورو سميت بهذا الاسم نسبة الى شجرة ڭورو التي يقدر عمرها ب800 سنة. هي غابة في جبال الأطلس المتوسط بالمغرب، تقعُ ضواحي مدينة أزرو، وعلى بُعد حوالي 26 كلم من مدينة إفران. 

## التسمية
سُميت الغابة باسم الجنرال الفرنسي هنري غورو الذي كان يَحكم المنطقة آنذاك، وهو الذي اكتشف شجرة أرز غورو. وتتميزُ الغابة بانتشار قُرود المكَّاك البَربري. يُرجَّح أن شجرة ڭورو هي أقدم شجرة أرز في أفريقيا بعمر يزيد عن 800 عامٍ.

## شجرة أرز غورو
تشتهر الغابة بشجرة أرز غورو أو أرز ڭورو، يبلغ علوها 45 متراً، يزيد عمرها عن 800 عاماً، لتكون بذلك أقدم شجرة أرز في إفريقيا. سُميت الشجرة بهذا الاسم نسبةً إلى لقب مستكشفها الجنرال الفرنسي هنري غورو الذي حكم المنطقة ساعتها. ورغم أنها عرفت نهاية دورة حياتها قبل سنواتٍ، إلا أنها تشكّل نقطة جذبٍ سياحيٍ للمنطقة، وتحظى بشهرة واسعةٍ.

## أهمية غابة أرز غورو
تعتبر غابة أرزغورو موطناً لمجموعةٍ من الأنواع النباتية، مثل أشجار السنديان، بالإضافة إلى شجر الأرز بنسبة تفوق الـ50%، كما تعتبر وسط عيشٍ ملائمٍ لساكنةٍ حيوانية مهمةٍ ومختلفة، مثل قرود المكاك البربري، بالإضافة إلى الطيور، والزواحف، والطفيليات والحشرات مثل النمل، وآكلات الأخشاب، وحرشفيات الأجنحة. توفر الغابة خدمات سياحية واقتصادية واجتماعية مهمة، حيث تعتبر مزاراً سياحياً إيكولوجياً بالمنطقة ،كما تعتبر الغابة موروثاً ثقافياً محلياً ووجهةً ترفيهية تساهم في التنمية من خلال إنعاش اقتصاد المنطقة.

## معرض الصور

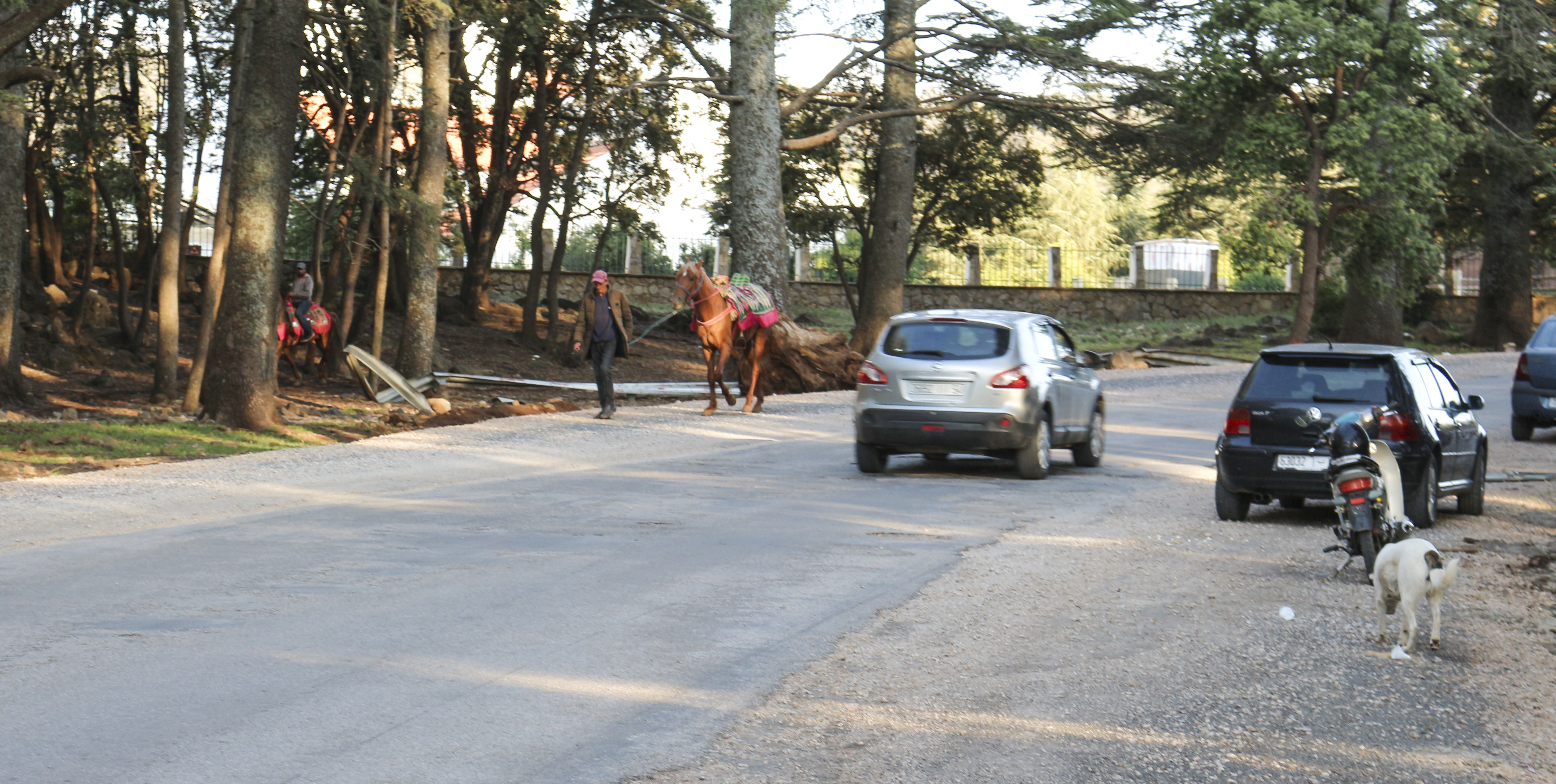
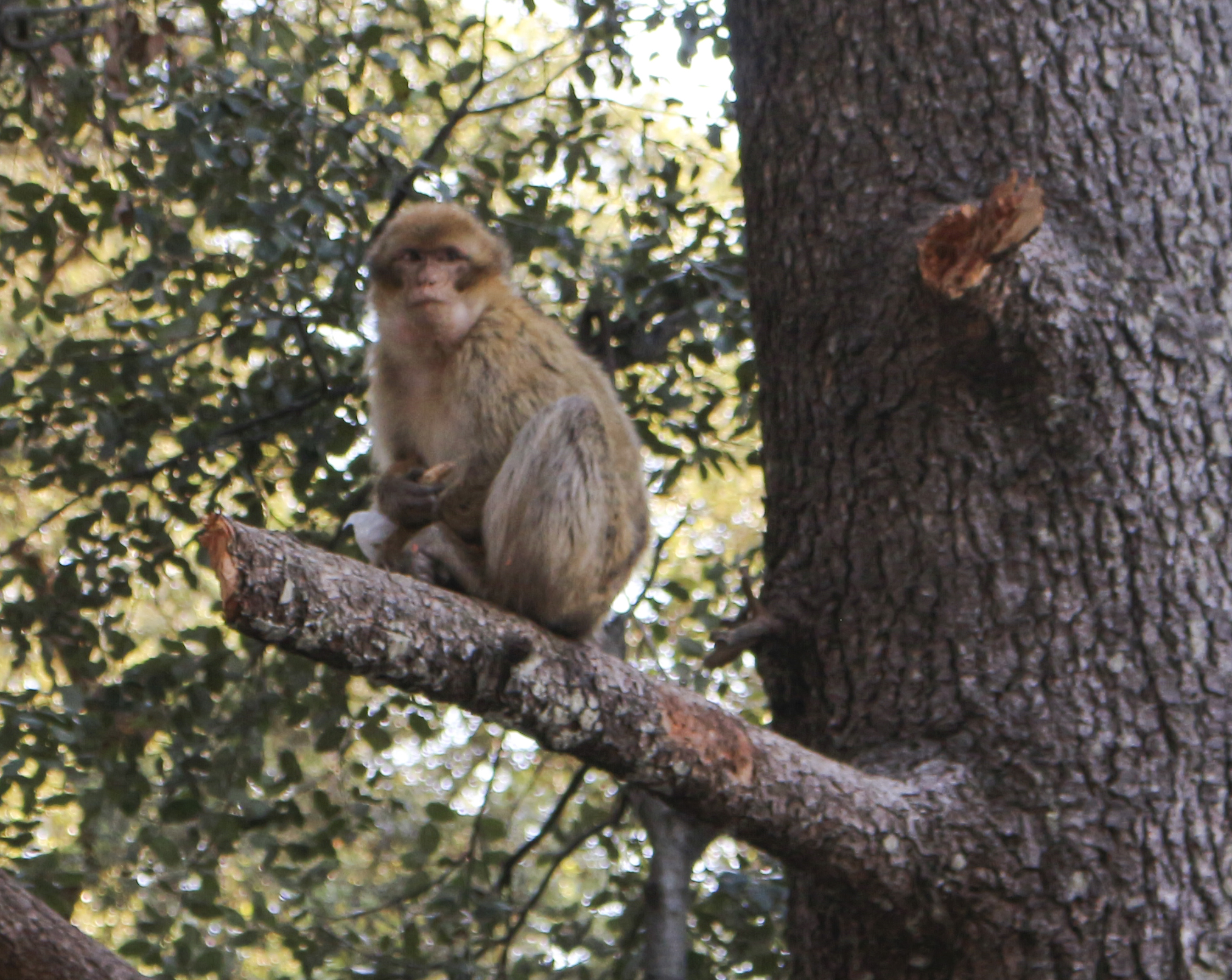